# Huśtawka emocjonalna
Huśtawka emocjonalna (ang. emotional see-saw) – technika wpływu społecznego. Mechanizm ten polega na wprowadzeniu osoby w stan lęku, następnie po nagłym i niespodziewanym wycofaniu negatywnego bodźca, następuje ulga, której towarzyszy stan bezrefleksyjności. Owa sekwencja emocji sprzyja zwiększonej uległości wobec próśb oraz sugestii kierowanych do osoby poddanej technice. Innymi mechanizmami, które zaliczają się do technik wpływu społecznego są między innymi stopa w drzwiach czy niska piłka.

## Geneza
Mechanizm działania huśtawki emocjonalnej został po raz pierwszy opisany przez polskich psychologów, Dariusza Dolińskiego i Ryszarda Nawrata w 1998 roku (Doliński, Nawrat 1998). Inspiracją do przeprowadzenia badań było funkcjonowanie człowieka, u którego nagle i nieoczekiwanie wycofano bodziec wywołujący pewną emocję. Uczeni poszukiwali odpowiedzi na pytanie, jakie są konsekwencje poznawcze oraz społeczne tego specyficznego stanu emocjonalnego. Do jej wyjaśnienia opierali się na teorii emocji ukazanej przed Nico Frijdę (1986), która mówi o tym, że emocje składają się z dwóch podstawowych elementów. Pierwszy aspekt to ocena zdarzeń jako istotnych lub nieistotnych, przyjemnych, bądź nieprzyjemnych. Drugi natomiast opiera się na wzbudzaniu konkretnych reakcji fizjologicznych, zachowań i przeżyć.
Uwagę badaczy przykuły przesłuchiwania według scenariusza „złego i dobrego policjanta”, które są często przedstawiane w literaturze i filmach. Początkowo przesłuchiwanie przebiega w drastyczny sposób, podejrzany odmawia składania zeznań, jest traktowany w brutalny sposób - krzyczy się na niego, poniża i grozi surowymi konsekwencjami w razie odmowy współpracy. Następnie miejsce „złego policjanta” zajmuje „dobry”, który odnosi się do podejrzanego z należytym szacunkiem. Oferuje mu na przykład papierosa czy kawę. Zazwyczaj w literaturze podejrzany w zaskakujący sposób zmienia swoje nastawienie, zaczyna współpracować i zeznawać, często pogrążając siebie oraz swoich wspólników. Na podstawie strategii stosowanej przez policjantów, badacze zauważyli, że to właśnie wprowadzenie emocji lęku i jej nieoczekiwane wycofanie powoduje zwiększoną uległość wobec próśb i sugestii. Przeprowadzono serię badań potwierdzających tę hipotezę. Okazało się, że ten specyficzny stan po wprowadzeniu bodźca (lęk) i nagłym, nieoczekiwanym jego wycofaniu (ulga) związany jest ze stanem bezrefleksyjności, który ostatecznie prowadzi do uległości.

## Bezrefleksyjność i deficyt zasobów poznawczych
Mechanizm działania huśtawki emocjonalnej związany jest ze stanem bezrefleksyjności i deficytem zasobów poznawczych. Osoby poddane działaniu owego mechanizmu, skłonne są do myślenia o tym, co mogłoby się zdarzyć, choć się nie zdarzyło i wyobrażania sobie alternatywnych scenariuszy. Koncentracja na przeszłości oraz zaangażowanie w myślenie kontrfaktyczne powodują, że jednostce brakuje wolnych zasobów poznawczych do efektywnego poradzenia sobie z aktualnym zadaniem. Z kolei deficyt zasobów poznawczych objawia się automatyczną i bezrefleksyjną odpowiedzią na bodźce docierające z zewnątrz (w tym przypadku prośby i sugestie).
Badanie mające na celu potwierdzenie istnienia stanu bezrefleksyjności podczas spełniania próśb przeprowadzono we Wrocławiu w 2002 roku. Polegało ono na tym, że udający niewidomą osobę student (czarne okulary, biała laska), z zaskoczenia łapał ludzi wychodzących z pomieszczenia za ramię, jednocześnie wzbudzając w nich strach. W pierwszej grupie eksperymentalnej zwracał się do ludzi mówiąc „przepraszam”, natomiast w drugiej grupie pytał, ile czasu zostało do konkretnej godziny. Badacze wyszli z założenia, że obliczenie czasu będzie wymagało aktywności poznawczej i doprowadzi do stanu refleksyjności. Grupa kontrolna nie spotykała na swojej drodze „niewidomego” studenta. Każdą z osób, biorącą nieświadomie udział w badaniu, proszono o wypełnienie 5-minutowej ankiety. Zgodnie z przewidywaniami technika była skuteczna tylko w grupie ze słowem „przepraszam”, gdzie 53% osób przystało na prośbę, a w pozostałych grupach tylko 30% osób badanych zgodziło się wypełnić ankietę. Badanie potwierdziło, że to stan bezrefleksyjności jest przyczyną zwiększonej uległości wobec próśb i sugestii, kierowanych do osób poddanych technice huśtawki emocjonalnej.

## Inne badania
Eksperyment przeprowadzony przez Dariusza Dolińskiego i Ryszarda Nawrata w 1998 roku polegał na badaniu kierowców, którzy parkowali w niedozwolonym miejscu. W pierwszej grupie eksperymentalnej badacze zostawiali za wycieraczką samochodów ulotki, które przypominały mandat policyjny (wprowadzenie bodźca wywołującego lęk). W momencie gdy badany wracał do samochodu i zabierał rzekomy „mandat” do ręki, dochodził do wniosku, iż jest to tylko reklama produktu na porost włosów (wycofanie negatywnego bodźca - ulga). W drugiej grupie eksperymentalnej te same ulotki przyklejano do drzwi (policjanci nigdy nie dostarczają w ten sposób mandatów, dlatego kierowcy nie mieli poczucia lęku). Natomiast w grupie kontrolnej nie dawano żadnych kartek. Przed odjazdem każdego z badanych, eksperymentator wcielający się w rolę studenta zwracał się z prośbą o wypełnienie ankiety dotyczącej usprawnienia komunikacji w mieście (uzupełnienie miało zająć 15 minut). W pierwszej grupie prośbie uległo 68% osób badanych. Dla porównania w grupie z ulotką umieszczoną na klamce od drzwi było to 40%. W grupie kontrolnej tylko 36%.